# 世界アマチュア囲碁選手権戦 日本代表決定戦
囲碁・将棋チャンネル杯世界アマ日本代表決定戦（いごしょうぎチャンネルはい せかいアマにほんだいひょうけっていせん）は、かつて存在した囲碁のアマチュア大会。世界アマチュア囲碁選手権戦の日本代表選手を決定する大会であるとともに、アマチュア三大棋戦の一つでもあった。
1977年に日本棋院アマチュア選手権戦として開始し、1978年第2回から、1979年開始の世界アマチュア囲碁選手権戦の日本代表を決める大会となり、10回目の1986年から、第9回として世界アマチュア囲碁選手権戦日本代表決定戦に改名した。2015年37回からは囲碁・将棋チャンネル杯。2019年の第41回からは囲碁アマチュア竜星戦と合併。42回からアマ本因坊とアマ名人による一番勝負。
第2回は上位4名、第3回は上位3名、第4-6回は上位2名が、世界選手権戦に出場、1983年第7回以降は優勝者1名が日本代表となった。（世界選手権第1回の日本代表は本大会の上位4名に加えて、第1回優勝者、女流アマ優勝者の計6名。世界選手権第2回の日本代表は本大会上位と女流アマ優勝者）

## 方式
- 出場者は、14回までは各都道府県予選上位者と、過去の優勝者などの招待選手の計120〜160名。15回以降は、都道府県代表選手55名と招待選手9名の計64名。35回からは都道府県代表54名と招待選手5名の計59名。

## 優勝者と決勝戦
（左が優勝者、カッコ内はその他の日本代表）
1. 1977年 鳴海直 -
2. 1978年 今村文明 - 菊池康郎（安永一、村上文祥、鳴海直、亀倉芳子）
3. 1979年 金沢盛栄 - 今村文明（安永一、堤加蓉子）
4. 1980年 平田博則 -
5. 1981年 平田博則 -
6. 1982年 今村文明 - 三浦浩
7. 1983年 平田博則 - 玉井友希夫
8. 1984年 菊池康郎 -
9. 1985年 菊池康郎 - 今村文明
（「世界アマチュア囲碁選手権戦 日本代表決定戦」に改名して第9期となる）
9. 1986年 今村文明 - 菊池康郎
10. 1987年 今村文明 -
11. 1988年 平田博則 - 菊池康郎
12. 1989年 三浦浩 - 久代俊明
13. 1990年 今村文明 - 村上文祥
14. 1991年 菊池康郎 - 三浦浩
15. 1992年 平田博則 - 田中正人
16. 1993年 平岡聡 - 吉田晃
17. 1994年 平田博則 - 三浦浩
18. 1995年 平田博則 - 坂井秀至
19. 1996年 坂井秀至（兵庫） - 今村文明（招待）
20. 1997年 平岡聡（招待） - 坂井秀至（招待）
21. 1998年 坂井秀至（招待） - 原田実（招待）
22. 1999年 坂井秀至（招待） - 平岡聡（招待）
23. 2000年 金沢盛栄（招待） - 平岡聡（招待）
24. 2001年 菊池康郎（招待） - 中園清三（招待）
25. 2002年 中園清三（招待） - 平岡聡（招待）
（2003年はSARS問題により中止）
26. 2004年 菊池康郎（招待） - 中園清三（招待）
27. 2005年 平岡聡（招待） - 森洋喜（愛知）
28. 2006年 森洋喜（愛知） - 多賀文吾（大阪）
29. 2007年 土棟喜行（東京） - 中園清三（招待）
30. 2008年 金沢盛栄（招待） - 平岡聡（招待）
31. 2009年 佐藤洋平（北海道）- 土棟喜行（東京）
32. 2010年 平田博則（招待） - 玉城大資（岐阜）
33. 2011年 中園清三（招待） - 木下暢暁（埼玉）
34. 2012年 江村棋弘（岩手） - 横塚力（東京）
35. 2013年 江村棋弘（招待） - 若林大介（東京）
36. 2014年 平岡聡（招待） - 大沢伸一郎（宮城）
37. 2015年 平岡聡（招待） - 稲葉一宇（神奈川）
38. 2016年 坂本修作（招待） - 諸留康博（兵庫）
39. 2017年 村上　深（招待） - 柳田　朋哉（京都）
40. 2018年 川口飛翔（埼玉） - 江村　棋弘（招待）
- 2019年（第18回アマ竜星戦） 森川舜弐 - 大関稔

（42回からアマ本因坊とアマ名人による一番勝負）
- 42回 2021年 平岡聡 - 大関稔
- 43回 2022年 栗田佳樹 - 大関稔
- 44回 2023年 （大関稔がアマ本因坊とアマ名人の二冠のため実施せず）
- 45回 2024年 大関稔 - 夏冰